# 明和町 (群馬縣)
明和町（日语：／ Meiwa machi */?）是群馬縣邑樂郡的一町，位于群馬縣東南部。